# Titan Quest II
Titan Quest II — компьютерная игра в жанре Action/RPG, разработанная Grimlore Games и изданная THQ Nordic для платформ Windows, PlayStation 5, Xbox One и Xbox Series X/S. Является продолжением компьютерной игры Titan Quest, выпущенной Iron Lore Entertainment в 2006 году.

## Сеттинг
Мир игры основан на мифах Древней Греции. В игре появится множество мифических чудовищ, таких как: кентавры, сатиры, гарпии, сирены, грифоны. Антагонистом игры станет древнегреческая богиня возмездия Немезида.

## История разработки
Игра была анонсирована 11 августа 2023 года на специальном ежегодном мероприятии издателя THQ Nordic — Digital Showcase 2023, посвященном играм, находящимся в разработке. Анонс сопровождался трейлером игры. До своего анонса на сайте разработчика Grimlore Games был зашифрован как Project Minerva.
Titan Quest 2 разрабатывается на игровом движке Unreal Engine 5, а игровой мир создаётся без использования процедурной генерации уровней.
23 декабря 2023 года было объявлено, что композитором игры станет Бастиан Киеслингер (нем. Bastian Kieslinger), ранее работавший над музыкой к игре SpellForce 3, а также к её дополнению Soul Harvest. Исполнителем станет оперная певица сопрано Афродита Патулиду (греч. Αφροδίτη Πατουλίδου).
Первая демонстрация игрового процесса произошла 2 августа 2024 года в ходе презентации THQ Nordic Digital Showcase 2024. В игровом трейлере были показаны умения нескольких классов и разные локации с уникальными врагами. Также была продемонстрирована возможность улучшать свои умения, подстраивая их под различные тактики.
12 марта 2025 года было объявлено о начале закрытого тестирования, в рамках которого стал доступен пролог, разворачивающийся на острове Проти, а также три ветви развития навыков: Земля, Воздух и Ратное дело.
7 июня 2025 года в рамках презентации Future Games Show 2025 был представлен новый геймплейный трейлер. Разработчики заявили, что в игре не планируется использование микротранзакций. Расширение контента будет осуществляться за счёт выпуска полноценных дополнений, содержащих новые сюжетные главы и дополнительные ветви развития навыков.
В рамках презентации THQ Nordic Digital Showcase 2025, состоявшейся 1 августа 2025 года, был представлен новый геймплейный трейлер и объявлено о начале продаж игры в раннем доступе в цифровых магазинах Steam и Epic Games Store.
8 августа 2025 года разработчики представили первую дорожную карту проекта. В ней основной упор был сделан на разработку новой сюжетной главы, расширенного редактора персонажей и новой ветви развития навыков. Также было объявлено о регулярном выходе обновлений в рамках раннего доступа: крупные обновления планируются каждые три месяца, а малые — с интервалом в полтора месяца.

## Продажи
5 августа 2025 года было объявлено, что за первые 72 часа пребывания игры в раннем доступе продано более 300 000 экземпляров.